# Ștefan Dobay
Ştefan Dobay (Újszentes, 26 de setembre, 1909 – Târgu Mureş, 7 d'abril, 1994, nascut István Dobay) fou un futbolista romanès d'origen hongarès dels anys 1930.
Jugà al club Ripensia Timişoara i a la selecció de futbol de Romania, per la qual disputà 41 partits i marcà 19 gols. Va participar en les Copes del Món de 1934 i 1938 marcant un gol en cada edició.
Fou entrenador del FC Steaua Bucureşti.